# Beeke (Obernkirchen)
Beeke ist eine Ortslage der Stadt Obernkirchen im Landkreis Schaumburg in Niedersachsen.
Beeke liegt im Südwesten des Stadtteils Obernkirchen unmittelbar südwestlich des Geländes des Stifts Obernkirchen.

## Geschichte
Beeke wurde 1257 als Bouenbeke und 1616 als Bei der Beeke 1616 erwähnt. Es war zunächst eine Ansiedelung von Arbeitsleuten des Klosters Obernkirchen.
im Jahr 1954 hatte das Bückeburger Beeke, beziehungsweise die Gemeinde Beeke, 694 Einwohner und eine Fläche von etwa 67 Hektar.
Die Schule in Beeke wurde auch von den Kindern der nördlich von Obernkirchen liegenden gleichfalls selbstständigen schaumburg-lippeschen Gemeinde Rösehöfe besucht.
Der niedersächsische Landtag beschloss im Oktober 1954, die Gemeinde Beeke im damaligen Landkreis Schaumburg-Lippe zum 31. März 1955 aufzulösen und in die angrenzende Stadt Obernkirchen im damaligen Landkreis Grafschaft Schaumburg einzugliedern.
Der niedersächsische Staatsgerichtshof bestätigte im Jahr 1958 die Rechtmäßigkeit der Eingliederung. Diese war wegen der über 300 Jahre währenden getrennten Entwicklung in benachbarten Staatswesen in Frage gestellt worden.

## Wirtschaft
Bei Beeke war das Mundloch des Obernkirchener Stolln, einem Wasserlösestollen am westlichen Ende des Schaumburger Steinkohlenreviers. Einen Vorläufer gab es hier schon vor 1563, dem Jahr der ältesten erhaltenen Schaumburger Bergwerksakten.
1854 wurde die Nutzung des Wassers aus dem Obernkirchener Stolln zum Betrieb einer Wassermühle genehmigt. 
In der Mühle am Wasserlauf Beeke, einem Zulauf der Bückeburger Aue, wurde 1900/01 ein Dampfkessel eingebaut.

## Persönlichkeiten
- Heinrich Kapmeier (1871–1948), Bergmann und Politiker